# ساوت چیس (فلوریدا)
ساوت چیس (به انگلیسی: Southchase) یک منطقهٔ مسکونی در ایالات متحده آمریکا است که در شهرستان اورنج، فلوریدا واقع شده‌است. ساوت چیس ۱۷٫۷ کیلومتر مربع مساحت و ۱۵٬۹۲۱ نفر جمعیت دارد و ۲۷ متر بالاتر از سطح دریا قرار دارد.